# Non-inscrit à l'Assemblée nationale
Les députés non-inscrits (NI) sont les députés qui ne sont ni membres ni apparentés à un groupe parlementaire de l'Assemblée nationale.
Les non-inscrits ne forment pas un groupe et ne sont pas représentés à la conférence des présidents ou au bureau de l'Assemblée. Ils disposent cependant de certains des droits des groupes constitués, notamment de l'attribution d'un temps de parole pour la discussion des textes.
Les suppléants remplaçant un député nommé au gouvernement, démissionnaire, empêché ou décédé, font d'office partie des non-inscrits au moment où le remplacement est prononcé par le président de l'Assemblée nationale avant qu'ils choisissent éventuellement de se rattacher à un groupe parlementaire. En raison de la brièveté de cet état, ces élus ne sont pas systématiquement mentionnés ci-dessous.

## Composition

### Irelégislature (9 décembre 1958 - 9 octobre 1962)
À compléter à partir de Liste des députés de la Ire législature de la Cinquième République.

### IIelégislature (6 décembre 1962 - 2 avril 1967)
À compléter à partir de Liste des députés de la IIe législature de la Cinquième République.
| Nom                     | Parti politique | Parti politique | Circonscription | Notes |
| ----------------------- | --------------- | --------------- | --------------- | --- |
| François Tanguy-Prigent |                 | PSU             | Finistère (4e)  | Opposé au retour de Charles de Gaulle en 1958, il quitte la SFIO en octobre 1959 et milite au Parti socialiste autonome (PSA) puis au Parti socialiste unifié (PSU). |

### IIIelégislature (3 avril 1967 - 30 mai 1968)
À compléter à partir de Liste des députés de la IIIe législature de la Cinquième République.

### IVelégislature (11 juillet 1968 -1eravril 1973)
À compléter à partir de Liste des députés de la IVe législature de la Cinquième République.

### Velégislature (2 avril 1973 - 2 avril 1978)
À compléter à partir de Liste des députés de la Ve législature de la Cinquième République.

### VIelégislature (3 avril 1978 - 22 mai 1981)
| Nom                 | Parti politique | Parti politique | Circonscription          | N° circ. | Notes |
| ------------------- | --------------- | --------------- | ------------------------ | -------- | ----- |
| André Audinot       |                 | DVD             | Somme (5e)               | 08005    |       |
| Jean-Louis Beaumont |                 | DIV             | Val-de-Marne (5e)        | 09405    |       |
| Jean-Guy Branger    |                 | DVD             | Charente-Maritime (2e)   | 01702    |       |
| Michel Delprat      |                 | SE              | Yonne (2e)               | 08902    |       |
| Jean Fontaine       |                 | DVD             | La Réunion (2e)          | 97402    |       |
| Florence d'Harcourt |                 | DVD             | Hauts-de-Seine (6e)      | 09206    |       |
| Xavier Hunault      |                 | SE              | Loire-Atlantique (5e)    | 04405    |       |
| Philippe Malaud     |                 | DVD             | Saône-et-Loire (1re)     | 07101    |       |
| Rock Pidjot         |                 | DVG             | Nouvelle-Calédonie (1re) | 98801    |       |
| Marc Plantegenest   |                 | SE              | Saint-Pierre-et-Miquelon | 97501    |       |
| Jean Royer          |                 | DVD             | Indre-et-loire (1re)     | 03701    |       |
| Maurice Sergheraert |                 | DVD             | Nord (13e)               | 05913    |       |
| Adrien Zeller       |                 | DVD             | Bas-Rhin (7e)            | -        |       |

### VIIelégislature (2 juillet 1981 -1eravril 1986)
Les non-inscrits sont, à la fin de la septième législature, 10 députés dont 5 DVD, 1 DVG, 1 MRG, 2 UDF et 1 FN.
| Nom                 | Parti politique | Parti politique | Circonscription           | N° circ. | Notes |
| ------------------- | --------------- | --------------- | ------------------------- | -------- | ----- |
| André Audinot       |                 | DVD             | Somme (5e)                | 08005    |       |
| Jean Juventin       |                 | DVD             | Polynésie française (1re) | 98701    |       |
| Jean Royer          |                 | DVD             | Indre-et-loire (3e)       | 03703    |       |
| Maurice Sergheraert |                 | DVD             | Nord (13e)                | 05913    |       |
| Adrien Zeller       |                 | DVD             | Bas-Rhin (7e)             | 06707    |       |
| Jean-Guy Branger    |                 | UDF             | Charente-Maritime (2e)    | 01702    |       |
| Xavier Hunault      |                 | UDF             | Loire-Atlantique (6e)     | 04406    |       |
| Jean-François Hory  |                 | MRG             | Mayotte (1re)             | 9??01    |       |
| François Patriat    |                 | DVG             | Côte-d'Or (6e)            | 02106    |       |
| Jean Fontaine       |                 | FN              | La Réunion (2e)           | 97402    |       |

### VIIIelégislature (2 avril 1986 - 14 mai 1988)
Les non-inscrits sont, à la fin de la huitième législature, 8 députés dont 3 DVD, 2 PS, 1 UDF et 2 RPR. À noter que les élections législatives du 16 mars 1986 se sont déroulées pour la seule fois de la Ve République selon un mode de scrutin proportionnel de liste, dans le cadre départemental, les circonscriptions ayant été supprimées.
| Nom                 | Parti politique | Parti politique | Circonscription | N° circ. | Notes |
| ------------------- | --------------- | --------------- | --------------- | -------- | --- |
| Michel Lambert      |                 | PS              | Orne            | 61       | |
| André Pinçon        |                 | PS              | Mayenne         | 53       | |
| Bruno Chauvierre    |                 | DVD             | Nord            | 59       | En juin 1986, il a cessé d'appartenir au groupe Front national – Rassemblement national qui refusait l'investiture au gouvernement Chirac. |
| André Thien Ah Koon |                 | DVD             | La Réunion      | 974      | |
| Jean Diebold        |                 | RPR             | Haute-Garonne   | 31       | |
| Jean Royer          |                 | RPR             | Indre-et-Loire  | 37       | |
| Robert Borrel       |                 | DVG             | Haute-Savoie    | 74       | |
| Daniel Bernardet    |                 | UDF             | Indre           | 36       | |

### IXelégislature (23 juin 1988 -1eravril 1993)
Les non-inscrits sont, à la fin de la neuvième législature, 14 députés dont 8 DVD, 1 DVG, 2 PCR, 2 UDF et 1 ex-FN.
| Nom                 | Parti politique | Parti politique | Circonscription           | N° circ. | Notes                                                                          |
| ------------------- | --------------- | --------------- | ------------------------- | -------- | ------------------------------------------------------------------------------ |
| Gautier Audinot     |                 | DVD             | Somme (5e)                | 08005    |                                                                                |
| Alexandre Léontieff |                 | DVD             | Polynésie française (1re) | 98703    |                                                                                |
| Jean Royer          |                 | DVD             | Indre-et-Loire (1re)      | 03701    |                                                                                |
| Maurice Sergheraert |                 | DVD             | Nord (15e)                | 05915    |                                                                                |
| Christian Spiller   |                 | DVD             | Vosges (3e)               | 08803    |                                                                                |
| André Thien Ah Koon |                 | DVD             | La Réunion (3e)           | 97403    |                                                                                |
| Émile Vernaudon     |                 | DVD             | Polynésie française (2e)  | 98702    |                                                                                |
| Aloyse Warhouver    |                 | DVD             | Moselle (4e)              | 05704    |                                                                                |
| Christine Boutin    |                 | UDF             | Yvelines (10e)            | 07810    |                                                                                |
| Roger Lestas        |                 | UDF             | Mayenne (3e)              | 05303    |                                                                                |
| Laurent Vergès      |                 | PCR             | La Réunion (4e)           | 97404    |                                                                                |
| Élie Hoarau         |                 | PCR             | La Réunion (4e)           | 97404    |                                                                                |
| Claude Miqueu       |                 | DVG             | Hautes-Pyrénées (3e)      | 06503    |                                                                                |
| Yann Piat           |                 | DVD             | Var (3e)                  | 08303    | Exclue du Front national en octobre 1988. Rejoint le groupe UDF la même année. |

### Xelégislature (2 avril 1993 - 21 avril 1997)
| Nom                    | Parti politique        | Parti politique | Circonscription        | N° circ.                                                                              | Notes |
| ---------------------- | ---------------------- | --------------- | ---------------------- | ------------------------------------------------------------------------------------- | --- |
| Gilbert Baumet         |                        | MDR             | Gard (3e)              |                                                                                       | Ils rejoignent le groupe République et liberté à partir du 29 avril 1993. |
| Alain Ferry            | Bas-Rhin (6e)          | MDR             |                        |                                                                                       | Ils rejoignent le groupe République et liberté à partir du 29 avril 1993. |
| Jean-Pierre Soisson    | Yonne (1re)            | MDR             |                        |                                                                                       | Ils rejoignent le groupe République et liberté à partir du 29 avril 1993. |
| Thérèse Aillaud        |                        | DVD             | Bouches-du-Rhône (16e) |                                                                                       | Ils rejoignent le groupe République et liberté le 29 avril 1993. |
| Jean-Louis Borloo      | Nord (21e)             | DVD             |                        |                                                                                       | Ils rejoignent le groupe République et liberté le 29 avril 1993. |
| Édouard Chammougon     | Guadeloupe (3e)        | DVD             |                        |                                                                                       | Ils rejoignent le groupe République et liberté le 29 avril 1993. |
| Philippe Martin        | Marne (6e)             | DVD             |                        |                                                                                       | Ils rejoignent le groupe République et liberté le 29 avril 1993. |
| Lucien Brenot          | Côte-d'Or (3e)         | DVD             |                        | Il rejoint le groupe RPR (app.) le 8 avril 1993.                                      | |
| Michel Noir            | Rhône (2e)             | DVD             |                        | Élu sous l'étiquette Force Unie.                                                      | |
| Pierre Gascher         |                        | RPR             | Sarthe (5e)            |                                                                                       | Ils rejoignent le groupe République et liberté le 29 avril 1993. |
| Alain Madalle          | Aude (2e)              | RPR             |                        |                                                                                       | Ils rejoignent le groupe République et liberté le 29 avril 1993. |
| Jean Royer             | Indre et Loire         | RPR             |                        | Il rejoint le groupe République et liberté le 29 avril 1993 et devient son président. | |
| Jean-Frantz Taittinger | Hauts-de-Seine (2e)    | RPR             |                        |                                                                                       | |
| André Thien Ah Koon    | La Réunion (3e)        | RPR             |                        | Il rejoint le groupe République et liberté le 29 avril 1993.                          | |
| Bernard Charles        |                        | MRG             | Lot (1re)              |                                                                                       | Ils rejoignent le groupe République et liberté le 29 avril 1993. |
| Régis Fauchoit         | Nord (12e)             | MRG             |                        |                                                                                       | Ils rejoignent le groupe République et liberté le 29 avril 1993. |
| Bernard Tapie          | Bouches-du-Rhône (10e) | MRG             |                        |                                                                                       | Ils rejoignent le groupe République et liberté le 29 avril 1993. |
| Émile Zuccarelli       | Haute-Corse (1re)      | MRG             |                        |                                                                                       | Ils rejoignent le groupe République et liberté le 29 avril 1993. |
| Christiane Taubira     |                        | Walwari         | Guyane (1re)           |                                                                                       | Elle rejoint le groupe République et liberté le 29 avril 1993. |
| Alfred Muller          |                        | DVG             | Bas-Rhin (3e)          |                                                                                       | Élu sous l'étiquette Mouvement démocratie alsacienne (MDA), il rejoint le groupe République et liberté le 29 avril 1993. |
| Aloyse Warhouver       |                        | DVG             | Moselle (4e)           |                                                                                       | Il rejoint le groupe République et liberté le 29 avril 1993. |
| Gérard Saumade         |                        | PS              | Hérault (4e)           |                                                                                       | Il rejoint le groupe République et liberté le 29 avril 1993. |
| Jean-Luc Gouyon        |                        | UDF             | Orne (3e)              |                                                                                       | Élu le 14 décembre 1995 à la suite du décès d'Hubert Bassot, le conseil constitutionnel lui retire son poste pour une suspension de cinq ans de ses droits civiques et civils pour exhibitionnisme et usurpation d’identité. |
| Jacques Le Nay         | Morbihan (6e)          | UDF             |                        | Ils rejoignent le groupe République et liberté le 29 avril 1993.                      | |
| Jean-Claude Lenoir     | Orne (2e)              | UDF             |                        | Ils rejoignent le groupe République et liberté le 29 avril 1993.                      | |
| Jean Urbaniak          | Pas-de-Calais (14e)    | UDF             |                        | Ils rejoignent le groupe République et liberté le 29 avril 1993.                      | |
| Paul Vergès            |                        | PCR             | La Réunion (2e)        |                                                                                       | Il rejoint le groupe République et liberté le 29 avril 1993. |

### XIelégislature (12 juin 1997 - 18 juin 2002)
Les non-inscrits sont, à la fin de la onzième législature, 5 députés dont 2 DVD, 1 PS, 1 MPF et 1 ex-RPR.
| Nom                  | Parti politique | Parti politique | Circonscription     | N° circ. | Notes                                                                                          |
| -------------------- | --------------- | --------------- | ------------------- | -------- | ---------------------------------------------------------------------------------------------- |
| Jean-Jacques Guillet |                 | DVD             | Hauts-de-Seine (8e) | 09208    |                                                                                                |
| André Thien Ah Koon  |                 | DVD             | La Réunion (3e)     | 97403    |                                                                                                |
| Jean-Pierre Marché   |                 | PS              | Deux-Sèvres (2e)    | 07902    | Le 30 janvier 2002, il a cessé d'appartenir au groupe socialiste pour devenir « non-inscrit ». |
| Philippe de Villiers |                 | MPF             | Vendée (4e)         | 08504    |                                                                                                |
| Marc Dumoulin        |                 | ex-RPR          | Haut-Rhin (2e)      | 06802    | À partir de décembre 1998, à la suite d'une mise en accusation judiciaire.                     |

### XIIelégislature (19 juin 2002 - 19 juin 2007)
Les non-inscrits sont, à la fin de la douzième législature, 14 députés dont 3 Verts, 2 PRG, 1 PCR, 2 MIM, 1 SE, 2 MPF, 1 CNIP, 1 ex-UDF, 1 app. UMP et 1 DVG.
| Nom                      | Parti politique   | Parti politique                  | Circonscription      | N° circ. | Notes |
| ------------------------ | ----------------- | -------------------------------- | -------------------- | -------- | --- |
| Huguette Bello           |                   | PCR                              | Réunion (2e)         | 97402    | |
| Éric Jalton              |                   | DVG                              | Guadeloupe (1re)     | 97101    | |
| Gérard Charasse          |                   | PRG                              | Allier (4e)          | 00304    | |
| Émile Zuccarelli         | Haute-Corse (1re) | PRG                              | 02B01                |          | |
| Martine Billard          |                   | Les Verts                        | Paris (1re)          | 07501    | |
| Yves Cochet              | Paris (11e)       | Les Verts                        | 07511                |          | |
| Noël Mamère              | Gironde (3e)      | Les Verts                        | 03303                |          | |
| Philippe Edmond-Mariette |                   | BPM                              | Martinique (3e)      | 97203    | Il succède le 2 juin 2003 à Pierre Samot, dont l'élection avait été invalidée par le Conseil constitutionnel.                                                                           |
| Alfred Marie-Jeanne      |                   | MIM                              | Martinique (4e)      | 97204    | |
| Édouard Leveau           |                   | app. CNIP (ex-UMP)               | Seine-Maritime (11e) | 07611    | À la suite de la crise de la droite dieppoise (voir Maire et député de Dieppe), il quitte le groupe parlementaire UMP et s'apparente au CNIP.                                           |
| Pierre-Christophe Baguet |                   | ex-UDF, candidat d'union UMP-UDF | Hauts-de-Seine (9e)  | 09209    | À partir du 9 octobre 2006, à la suite de son exclusion du groupe UDF. |
| Éric Besson              |                   | SE (ex-PS)                       | Drôme (2e)           | 02602    | Dès le 21 février 2007. |
| François-Xavier Villain  |                   | app. UMP                         | Nord (18e)           | 05918    | Il rejoint le groupe de l'Union pour un mouvement populaire au sein de ses apparentés selon les termes de l’article 19 du Règlement, le 6 mars 2003.                                    |
| Véronique Besse          |                   | MPF                              | Vendée (4e)          | 08504    | Élue députée le 23 janvier 2005, dans le cadre d'une élection partielle causée par le choix de Philippe de Villiers de quitter l'Assemblée nationale pour siéger au Parlement européen. |
| Joël Sarlot              | Vendée (5e)       | MPF                              | 08505                |          | |

### XIIIelégislature (20 juin 2007 - 19 juin 2012)
Originellement 6, les députés non inscrits étaient 12 à l'issue de la XIIIe législature.
| Nom                     | Parti politique           | Parti politique | Circonscription      | N° circ. | Notes |
| ----------------------- | ------------------------- | --------------- | -------------------- | --- | --- |
| Abdoulatifou Aly        |                           | MoDem           | Mayotte (1re)        | | D'abord apparenté au groupe Nouveau Centre, il rejoint les autres membres de son parti, le Modem, le 29 juin 2007 au sein des députés non inscrits |
| François Bayrou         | Pyrénées-Atlantiques (2e) | MoDem           | 06402                | | |
| Jean Lassalle           | Pyrénées-Atlantiques (4e) | MoDem           | 06404                | | |
| Véronique Besse         |                           | MPF             | Vendée (4e)          | 08504 | |
| Dominique Souchet       | Vendée (5e)               | MPF             | 08505                | Élu en avril 2008 à la suite de l'annulation par le Conseil constitutionnel en février 2008 de l'élection de Joël Sarlot. | |
| Nicolas Dupont-Aignan   |                           | DLF             | Essonne (8e)         | 09208 | |
| François-Xavier Villain | Nord (18e)                | DLF             | 05918                | | |
| Daniel Garrigue         |                           | ex-UMP et ex-RS | Dordogne (2e)        | 02402 | Démissionne, le 5 décembre 2008, de l'UMP et du groupe parlementaire, et non inscrit depuis lors. RS de juin 2010 au 12 avril 2011.                |
| René Couanau            |                           | ex-UMP          | Ille-et-Vilaine (7e) | 03507 | Le 15 avril 2011, il annonce son départ de l'UMP et du groupe UMP de l'Assemblée pour rejoindre le banc des non-inscrits.                          |
| Noël Mamère             |                           | EÉLV            | Gironde (3e)         | 03303 | Depuis le 29 novembre 2011, à la suite du départ des écologistes du groupe GDR.                                                                    |
| François de Rugy        | Loire-Atlantique (1re)    | EÉLV            | 04401                | | Depuis le 29 novembre 2011, à la suite du départ des écologistes du groupe GDR.                                                                    |
| Anny Poursinoff         | Yvelines (10e)            | EÉLV            | 07810                | | Depuis le 29 novembre 2011, à la suite du départ des écologistes du groupe GDR.                                                                    |

Non-inscrits ayant rejoint un groupe en cours de législature :
| Nom            | Parti politique | Parti politique       | Circonscription      | N° circ. | Notes |
| -------------- | --------------- | --------------------- | -------------------- | -------- | --- |
| Thierry Benoit |                 | MoDem                 | Ille-et-Vilaine (6e) | 03506    | Rejoint le groupe Nouveau Centre le 1er juillet 2008, lorsqu'il quitta le MoDem pour l'Alliance centriste de Jean Arthuis.                                                |
| Maxime Gremetz |                 | Colère et espoir (CE) | Somme (1re)          | 08001    | Exclu du groupe Gauche démocrate et républicaine, il siège chez les non-inscrits du 12 avril au 16 mai 2011 avant de démissionner de son mandat de député le 17 mai 2011. |
| Cécile Gallez  |                 | app. UMP              | Nord (21e)           |          | Elle siège chez les non-inscrits du 20 au 23 juillet 2007, avant de rejoindre le groupe UMP le 24 juillet 2007.                                                           |

### XIVelégislature (20 juin 2012 - 20 juin 2017)
À l'ouverture de la quatorzième législature, les députés non inscrits sont au nombre de neuf (2 FN, 2 DVD, 1 MPF, 1 DLR, 1 LS, 1 MoDem et 1 GUSR). Ce groupe est considéré comme étant dans l'opposition. En juillet 2016, le groupe en compte 25, soit son plus haut niveau depuis 1962, profitant des départs de députés du groupe socialiste qui contestent la ligne économique du gouvernement, ainsi que de l'éclatement du groupe écologiste.
Liste des députés non inscrits en fin de législature (entre parenthèses : classification du ministère de l'Intérieur si différente du nom du parti, de la coalition, du député) :
| Nom                       | Parti politique                      | Parti politique  | Circonscription | Notes |
| ------------------------- | ------------------------------------ | ---------------- | --- | --- |
| Philippe Noguès           |                                      | PS puis DVG      | Morbihan (6e) | Démissionne du groupe SRC le 24 juin 2015 à la suite de désaccords politiques. |
| Sylvie Andrieux           | Bouches-du-Rhône (3e)                | PS puis DVG      | Exclue du groupe SRC le 22 mai 2013 à la suite d'une condamnation pour détournement de fonds publics.                          | |
| Thomas Thévenoud          | Saône-et-Loire (1e)                  | PS puis DVG      | Démissionne du groupe SRC le 8 septembre 2014 à la suite de problèmes fiscaux.                                                 | |
| Patrick Lebreton          | La Réunion (4e)                      | PS puis DVG      | Il quitte le groupe socialiste le 12 mai 2016.                                                                                 | |
| Pouria Amirshahi          | Français établis hors de France (9e) | PS puis DVG      | Frondeur, il démissionne du groupe SRC et du PS le 4 mars 2016, estimant que les partis politiques sont « à bout de souffle ». | |
| Patrice Prat              | Gard (3e)                            | PS puis DVG      | Il quitte le Parti socialiste et son groupe le 12 juillet 2016.                                                                | |
| Véronique Besse           |                                      | MPF              | Vendée (4e) | |
| Nicolas Dupont-Aignan     |                                      | DLF              | Essonne (8e) | |
| Gilles Bourdouleix        |                                      | CNIP             | Maine-et-Loire (5e) | À la suite de ses propos sur les Roms, il démissionne de l'UDI avant d'en être exclu et quitte le groupe fin août 2013. |
| Jean Lassalle             |                                      | MoDem puis SE    | Pyrénées-Atlantiques (4e) | Il quitte le MoDem en 2016. |
| Gilbert Collard           |                                      | RBM puis FN      | Gard (2e) | |
| Marion Maréchal           |                                      | FN               | Vaucluse (3e) | |
| Jacques Bompard           |                                      | LS               | Vaucluse (4e) | Il décide de ne pas faire partie du Rassemblement bleu Marine, qui est la coalition électorale de Marine Le Pen. Sur le site de l'Assemblée nationale, il est apparenté au parti Debout la France, de Nicolas Dupont-Aignan, lui aussi non-inscrit. |
| Jean-Christophe Fromantin |                                      | TEM-UDI puis TEM | Hauts-de-Seine (6e) | Le 6 décembre 2015, il annonce qu'il quitte l'UDI à la suite des résultats du premier tour des élections régionales. |
| Dominique Chauvel         |                                      | PS               | Seine-Maritime (10e) | Frondeuse, elle quitte le groupe socialiste à l'Assemblée nationale le 27 mai 2016. |
| Laurence Abeille          |                                      | EÉLV             | Val-de-Marne (6e) | Non-inscrits à la suite de la dissolution Groupe écologiste le 19 mai 2016. |
| Brigitte Allain           | Dordogne (2e)                        | EÉLV             | | Non-inscrits à la suite de la dissolution Groupe écologiste le 19 mai 2016. |
| Danielle Auroi            | Puy-de-Dôme (3e)                     | EÉLV             | | Non-inscrits à la suite de la dissolution Groupe écologiste le 19 mai 2016. |
| Sergio Coronado           | Français établis hors de France (2e) | EÉLV             | | Non-inscrits à la suite de la dissolution Groupe écologiste le 19 mai 2016. |
| Cécile Duflot             | Paris (6e)                           | EÉLV             | | Non-inscrits à la suite de la dissolution Groupe écologiste le 19 mai 2016. |
| Jean-Louis Roumégas       | Hérault (1re                         | EÉLV             | | Non-inscrits à la suite de la dissolution Groupe écologiste le 19 mai 2016. |
| Éva Sas                   | Essonne (7e)                         | EÉLV             | | Non-inscrits à la suite de la dissolution Groupe écologiste le 19 mai 2016. |
| Michèle Bonneton          | Isère (9e)                           | EÉLV             | | Non-inscrits à la suite de la dissolution Groupe écologiste le 19 mai 2016. |
| Noël Mamère               |                                      | ECO              | Gironde (3e) | Non-inscrits à la suite de la dissolution Groupe écologiste le 19 mai 2016. |
| Isabelle Attard           | Calvados (5e)                        | ECO              | | Non-inscrits à la suite de la dissolution Groupe écologiste le 19 mai 2016. |
| Denis Baupin              |                                      | EÉLV puis ECO    | Paris (10e) | Non-inscrit à la suite de la dissolution Groupe écologiste le 19 mai 2016. Il s'était mis en « retrait » du groupe entre le 9 mai et sa dissolution.                                                                                                |

Députés de la quatorzième législature ayant été non inscrits et ayant ensuite rejoint un groupe parlementaire :
| Nom            | Parti politique | Parti politique | Circonscription        | Notes |
| -------------- | --------------- | --------------- | ---------------------- | --- |
| Ary Chalus     |                 | GUSR            | Guadeloupe (3e)        | Il a annoncé le 4 juillet 2012 qu'il rejoignait le Groupe radical, républicain, démocrate et progressiste (Parti radical de gauche).                                                          |
| David Vergé    |                 | DVD             | Wallis-et-Futuna (1re) | Bien que considéré par le ministère de l'Intérieur comme divers droite lors de son élection, il rejoint le groupe Socialiste, républicain et citoyen en tant qu'apparenté le 25 juillet 2012. |
| Yannick Moreau |                 | DVD             | Vendée (3e)            | Appartenant au groupe des non-inscrits, il décide, le 17 juin 2013, de rejoindre le groupe UMP.                                                                                               |

### XVelégislature (21 juin 2017 - 21 juin 2022)
Au début de la quinzième législature, 18 députés siègent parmi les non-inscrits (7 FN, 3 PRG, 3 PaC, 1 DLF, 1 LS, 1 RES, 1 DVG, et 1 EXD). Au 9 janvier 2022, l'Assemblée nationale compte 23 membres non inscrits.
| Parti | Parti | Nombre de députés |
| ----- | ----- | ----------------- |
|       | RN    | 7                 |
|       | LND   | 4                 |
|       | ECO   | 4                 |
|       | REC   | 3                 |
|       | GÉ    | 2                 |
|       | DLF   | 1                 |
|       | LS    | 1                 |
|       | EPL   | 1                 |

| Nom                      | Parti                                | Parti | Circonscription                               | Notes                                                   |
| ------------------------ | ------------------------------------ | ----- | --------------------------------------------- | ------------------------------------------------------- |
| Bruno Bilde              |                                      | RN    | Pas-de-Calais (12e)                           |                                                         |
| Emmanuel Blairy          | Pas-de-Calais (3e)                   | RN    | Remplace José Évrard, mort en janvier 2022    |                                                         |
| Sébastien Chenu          | Nord (19e)                           | RN    |                                               |                                                         |
| Marine Le Pen            | Pas-de-Calais (11e)                  | RN    | Présidente du Rassemblement national          |                                                         |
| Nicolas Meizonnet        | Gard (2e)                            | RN    | Remplace Gilbert Collard, élu député européen |                                                         |
| Catherine Pujol          | Pyrénées-Orientales (2e)             | RN    | Remplace Louis Aliot, élu maire de Perpignan  |                                                         |
| Emmanuelle Ménard        |                                      | EXD   | Hérault (6e)                                  | Élue avec le Front national sans y adhérer              |
| Delphine Bagarry         |                                      | LND   | Alpes-de-Haute-Provence (1re)                 | Dissolution du groupe EDS en septembre 2020             |
| Émilie Cariou            | Meuse (2e)                           | LND   |                                               | Dissolution du groupe EDS en septembre 2020             |
| Guillaume Chiche         | Deux-Sèvres (1re)                    | LND   |                                               | Dissolution du groupe EDS en septembre 2020             |
| Aurélien Taché           | Val-d'Oise (10e)                     | LND   |                                               | Dissolution du groupe EDS en septembre 2020             |
| Myriane Houplain         |                                      | REC   | Pas-de-Calais (10e)                           | Remplace Ludovic Pajot, élu maire de Bruay-la-Buissière |
| Guillaume Peltier        | Loir-et-Cher (2e)                    | REC   | Exclu du groupe LR en janvier 2022            |                                                         |
| Joachim Son-Forget       | Français établis hors de France (6e) | REC   | Quitte le groupe UDI en décembre 2019         |                                                         |
| Delphine Batho           |                                      | GÉ    | Deux-Sèvres (2e)                              | Dissolution du groupe EDS en septembre 2020             |
| Hubert Julien-Laferrière | Rhône (2e)                           | GÉ    |                                               | Dissolution du groupe EDS en septembre 2020             |
| Nicolas Dupont-Aignan    |                                      | DLF   | Essonne (8e)                                  | Président de Debout la France                           |
| Marie-France Lorho       |                                      | LS    | Vaucluse (4e)                                 | Remplace Jacques Bompard, réélu maire d'Orange          |
| Martine Wonner           |                                      | EPL   | Bas-Rhin (4e)                                 | Exclue du groupe LT en juillet 2021                     |
| Paula Forteza            |                                      | ECO   | Français établis hors de France (2e)          | Dissolution du groupe EDS en septembre 2020             |
| Albane Gaillot           | Val-de-Marne (11e)                   | ECO   |                                               | Dissolution du groupe EDS en septembre 2020             |
| Matthieu Orphelin        | Maine-et-Loire (1re)                 | ECO   |                                               | Dissolution du groupe EDS en septembre 2020             |
| Cédric Villani           | Essonne (5e)                         | ECO   |                                               | Dissolution du groupe EDS en septembre 2020             |

| Nom                    | Parti politique      | Parti politique | Circonscription | Notes |
| ---------------------- | -------------------- | --------------- | --- | --- |
| Annick Girardin        |                      | PRG             | Saint-Pierre-et-Miquelon (1re)                                                                                         | Ministre des Outre-Mer. Rejoint le groupe La République en marche le 29 juin 2017. Ses fonctions ministérielles étant incompatibles avec la fonction de député, elle est remplacée par son suppléant Stéphane Claireaux le 22 juillet 2017.                                                                      |
| Jacques Bompard        |                      | LS              | Vaucluse (4e) | Président de la Ligue du Sud. Il quitte son poste le 21 août 2017 lorsqu'il redevient maire de la ville d'Orange. Il est alors remplacé par Marie-France Lorho issue du même parti. |
| Ramlati Ali            |                      | DVG             | Mayotte (1re) | D'abord membre du groupe La République en marche, son élection est invalidée. Lorsqu'elle est réélue le 25 mars 2018, elle rejoint les non-inscrits. Elle rejoint le groupe La République en marche. |
| Jean-Félix Acquaviva   |                      | FaC             | Haute-Corse (2e) | Ils participnte à la création du Groupe Libertés et territoires le 17 octobre 2018. |
| Michel Castellani      | Haute-Corse (1re)    | FaC             | | Ils participnte à la création du Groupe Libertés et territoires le 17 octobre 2018. |
| Paul-André Colombani   |                      | PNC             | Corse-du-Sud (2e) | Ils participnte à la création du Groupe Libertés et territoires le 17 octobre 2018. |
| Olivier Falorni        |                      | PRG puis MR     | Charente-Maritime (1re)                                                                                                | Ils participnte à la création du Groupe Libertés et territoires le 17 octobre 2018. |
| Jeanine Dubié          | Hautes-Pyrénées (2e) | PRG puis MR     | | Ils participnte à la création du Groupe Libertés et territoires le 17 octobre 2018. |
| Sylvia Pinel           | Tarn-et-Garonne (2e) | PRG puis MR     | Co-présidente du Mouvement radical. Elle participe à la création du Groupe Libertés et territoires le 17 octobre 2018. | |
| M'jid El Guerrab       |                      | DVC             | Français établis hors de France (9e)                                                                                   | Mis en examen pour une altercation avec le socialiste Boris Faure, il quitte LREM et son groupe pour rejoindre les non-inscrits le 5 septembre 2017. Il participe à la création du Groupe Libertés et territoires le 17 octobre 2018.                                                                            |
| Sylvain Brial          |                      | DVD             | Wallis-et-Futuna (1re)                                                                                                 | Élu lors d'une élection partielle le 15 avril 2018, il rejoint les non-inscrits. Il participe à la création du Groupe Libertés et territoires le 17 octobre 2018. |
| Jean-Michel Clément    |                      | LREM            | Vienne (3e) | Il quitte le groupe LREM pour rejoindre les non-inscrits le 15 juin 2018, après avoir voté contre la loi sur l'immigration. Il participe à la création du Groupe Libertés et territoires le 17 octobre 2018. |
| Gilbert Collard        |                      | FN puis RN      | Gard (2e) | Il est élu au Parlement européen en mai 2019 et est remplacé par Nicolas Meizonnet. |
| Patrick Loiseau        |                      | LREM            | Vendée (2e) | Rentre à l'Assemblée nationale le 8 juillet 2019 après la mort de la députée du Mouvement démocrate Patricia Gallerneau. Rejoint le groupe MoDem et apparentés le 24 septembre 2019. |
| Jean Lassalle          |                      | RES             | Pyrénées-Atlantiques (4e)                                                                                              | Rejoint le groupe groupe Libertés et territoires en janvier 2020. |
| Sabine Thillaye        |                      | LREM            | Indre-et-Loire (5e) | Exclue du groupe La République en marche le 29 janvier 2020, elle rejoint le groupe Écologie démocratie solidarité le 19 mai 2020,. |
| Jennifer de Temmerman  |                      | DVC             | Nord (15e) | Elle quitte le groupe La République en marche le 26 novembre 2019, elle rejoint le groupe Écologie démocratie solidarité le 19 mai 2020,. |
| Agnès Thill            |                      | DVD             | Oise (2e) | Elle est exclue de La République en marche le 26 juin 2019 puis du groupe le lendemain. Elle rejoint le groupe UDI et indépendants le 22 juin 2020. |
| Louis Aliot            |                      | FN puis RN      | Pyrénées-Orientales (2e)                                                                                               | Il est élu maire de Perpignan en juillet 2020 et est remplacé par Catherine Pujol. |
| Yannick Favennec Becot |                      | UDI             | Mayenne (3e) | Quittent le groupe Libertés et territoires en septembre 2020. Rejoignent le groupe MoDem et démocrates apparentés. |
| Sandrine Josso         |                      | LC              | Loire-Atlantique (7e)                                                                                                  | Quittent le groupe Libertés et territoires en septembre 2020. Rejoignent le groupe MoDem et démocrates apparentés. |
| Philippe Vigier        |                      | LC              | Eure-et-Loir (4e) | Quittent le groupe Libertés et territoires en septembre 2020. Rejoignent le groupe MoDem et démocrates apparentés. |
| Maina Sage             |                      | LREM            | Polynésie française (1re)                                                                                              | Quitte le groupe UDI et indépendants en septembre 2020. Rejoint le groupe Agir ensemble. |
| Ludovic Loquet         |                      | DVG             | Pas-de-Calais (6e) | Suppléant de Brigitte Bourguignon, il reste non-inscrit en attendant sa démission le 27 septembre 2020. |
| Annie Chapelier        |                      | DVC             | 4e circonscription du Gard                                                                                             | Devient non-inscrit à la suite de la dissolution du groupe Écologie démocratie solidarité le 17 octobre 2020. Rejoint le groupe Agir ensemble peu après. |
| Frédérique Tuffnell    |                      | DVC             | Charente-Maritime (2e)                                                                                                 | Quitte La République en marche et le groupe le 7 février 2020, elle rejoint le groupe Écologie démocratie solidarité le 19 mai 2020. Redevenue non-inscrite à la suite de sa dissolution le 17 octobre 2020, elle rejoint le groupe MoDem en décembre.                                                           |
| Yolaine de Courson     |                      | LREM            | Côte-d'Or (4e) | Originellement LREM elle rejoint le nouveau groupe parlementaire Écologie démocratie solidarité tout en restant membre de LREM. Redevenue non-inscrite à la suite de sa dissolution le 17 octobre 2020, elle rejoint le groupe MoDem en janvier 2021.                                                            |
| Sébastien Nadot        |                      | MDP             | 10e circonscription de la Haute-Garonne                                                                                | Originellement LREM il est exclu du groupe pour son vote contre le budget en décembre 2018. Il rejoint le nouveau groupe parlementaire Écologie démocratie solidarité tout en restant membre de MDP. Redevenu non-inscrit à la suite de sa dissolution le 17 octobre 2020, il rejoint le groupe LT en mars 2021. |
| Olivier Gaillard       |                      | DVG             | Gard (5e) | Quitte La République en marche en mars 2020 puis le groupe le 12 mai 2020. Touché par le cumul des mandats, il est remplacé par sa suppléante Catherine Daufès-Roux qui rejoint le groupe LREM. |
| Fiona Lazaar           |                      | LND             | 5e circonscription du Val-d'Oise                                                                                       | Quitte La République en marche et le groupe le 17 décembre 2020. Réintègre le groupe LREM le 30 juin 2021. |
| José Évrard            |                      | FN, LP puis DLF | Pas-de-Calais (3e) | Quitte le Front national en novembre 2017 et rejoint Les Patriotes. Il meurt en janvier 2022. |

### XVIelégislature (22 juin 2022 - 9 juin 2024)
Au début de la seizième législature, 9 députés siègent parmi les non-inscrits (5 ex-PS, 2 DVD, 1 PRG et 1 DLF). Les députés ex-PS et PRG annoncent créer un « Pôle de centre gauche » au sein des Non-inscrits mais la plupart d'entre eux rejoindront le groupe LIOT quelques mois plus tard. L'ancien leader insoumis Adrien Quatennens rejoint les non-inscrits après avoir été exclu temporairement du groupe en décembre 2022 à la suite d'une condamnation pour violences conjugales. En avril 2023, il retourne dans le groupe LFI. La dissidente socialiste Martine Froger rejoint les non-inscrits à la suite de son élection en avril 2023 mais les quitte lorsqu’elle rejoint le groupe LIOT. En décembre 2023, le député Jean-Charles Larsonneur quitte le groupe Horizons et apparentés à la suite de l'adoption de la loi immigration à laquelle il était opposé. En février puis en avril 2024, les députés Hubert Julien-Laferrière et Julien Bayou, touchés par des affaires judiciaires, quittent le groupe ÉCO.
| Parti | Parti                 | Nombre de députés |
| ----- | --------------------- | ----------------- |
|       | Alliance centriste    | 1                 |
|       | Debout la France      | 1                 |
|       | La Convention         | 1                 |
|       | Divers droite         | 1                 |
|       | Divers extrême droite | 1                 |
|       | Divers écologiste     | 2                 |

| Nom                      | Parti | Parti         | Circonscription           | Notes                                     |
| ------------------------ | ----- | ------------- | ------------------------- | ----------------------------------------- |
| Véronique Besse          |       | DVD           | Vendée (4e)               |                                           |
| Nicolas Dupont-Aignan    |       | DLF           | Essonne (8e)              |                                           |
| David Habib              |       | La Convention | Pyrénées-Atlantiques (3e) |                                           |
| Emmanuelle Ménard        |       | DXD           | Hérault (6e)              |                                           |
| Jean-Charles Larsonneur  |       | AC            | Finistère (2e)            | Quitte le groupe HOR le 20 décembre 2023. |
| Hubert Julien-Laferrière |       | ÉCO           | Rhône (2e)                | Quitte le groupe ÉCO le 15 février 2024.  |
| Julien Bayou             |       | ÉCO           | Paris (5e)                | Quitte le groupe ÉCO le 2 avril 2024.     |

| Nom                  | Parti | Parti    | Circonscription         | Notes                                                                                          |
| -------------------- | ----- | -------- | ----------------------- | ---------------------------------------------------------------------------------------------- |
| Laurent Panifous     |       | PS diss. | Ariège (2e)             | Rejoignent le groupe LIOT en septembre 2022.                                                   |
| David Taupiac        |       | PS diss. | Gers (2e)               | Rejoignent le groupe LIOT en septembre 2022.                                                   |
| Benjamin Saint-Huile |       | PS diss. | Nord (3e)               | Rejoignent le groupe LIOT en septembre 2022.                                                   |
| Jean-Louis Bricout   |       | DVG      | Aisne (3e)              | Rejoignent le groupe LIOT en septembre 2022.                                                   |
| Olivier Falorni      |       | PRG      | Charente-Maritime (1re) | Rejoint le groupe DEM en septembre 2022.                                                       |
| Adrien Quatennens    |       | LFI      | Nord (1re)              | Exclu du groupe LFI le 13 décembre 2022. Réintègre le groupe LFI en avril 2023.                |
| Martine Froger       |       | PS diss. | Ariège (1re)            | Rejoint les non-inscrits après son élection en avril 2023. Rejoint le groupe LIOT en mai 2023. |

### XVIIelégislature (en cours)
| Parti ou nuance | Parti ou nuance        | Nombre de députés |
| --------------- | ---------------------- | ----------------- |
|                 | Renaissance            | 2                 |
|                 | Extrême droite (ex-RN) | 2                 |
|                 | Les Républicains       | 1                 |
|                 | Du courage             | 1                 |
|                 | Alliance centriste     | 1                 |
|                 | Agir                   | 1                 |
|                 | En commun              | 1                 |
|                 | Divers droite          | 1                 |
|                 | Place publique         | 1                 |
| Total           | Total                  | 11                |

| Nom                    | Parti | Parti | Circonscription                            | Notes |
| ---------------------- | ----- | ----- | ------------------------------------------ | --- |
| Véronique Besse        |       | DVD   | 4e circonscription de la Vendée            | |
| Philippe Bonnecarrère  |       | AC    | 1re circonscription du Tarn                | |
| Daniel Grenon          |       | EXD   | 1re circonscription de l'Yonne             | Originellement membre du RN, il en est exclu le 18 octobre 2024 en raison de propos racistes tenus pendant l'entre-deux-tours. |
| Sacha Houlié           |       | PP    | 2e circonscription de la Vienne            | Initialement membre de Renaissance, il rejoint Place publique en juin 2025 . |
| Aurélien Pradié        |       | DC    | 1re circonscription du Lot                 | À la suite de l'alliance entre Eric Ciotti et le RN, il quitte Les Républicains et se représente sous l'étiquette de son micro-parti ''Du Courage''. |
| Raphaël Schellenberger |       | LR    | 4e circonscription du Haut-Rhin            | |
| Sophie Errante         |       | RE    | 10e circonscription de la Loire-Atlantique | Le 20 septembre 2024, elle quitte le groupe EPR actant une rupture avec sa famille politique. |
| Stella Dupont          |       | EC    | 2e circonscription de Maine-et-Loire       | Le 2 octobre 2024, elle quitte le groupe EPR actant une rupture avec sa famille politique. |
| Christine Engrand      |       | EXD   | 6e circonscription du Pas-de-Calais        | Le 19 octobre 2024, elle est exclue du groupe RN pour une durée de six mois à cause de ses « dépenses non réglementaires » de plusieurs milliers d'euros, ainsi que de sa non parution à une convocation de groupe. Elle est exclue du RN en mars 2025. |
| Lionel Vuibert         |       | Agir  | 1re circonscription des Ardennes           | Élu sans-étiquette lors de la législative partielle de décembre 2024. |
| Belkhir Belhaddad      |       | RE    | 1re circonscription de la Moselle          | Après la remise en cause du droit du sol à Mayotte, proposé par le groupe Droite républicaine et voté par son groupe Ensemble Pour la République, il le quitte le 7 février 2025.                                                                       |

| Nom                  | Parti | Parti | Circonscription                | Notes |
| -------------------- | ----- | ----- | ------------------------------ | --- |
| Constance de Pélichy |       | DVD   | 3e circonscription du Loiret   | Rejoint le groupe LIOT le 29 juillet 2024. |
| Hugo Prevost         |       | LFI   | 1re circonscription de l'Isère | Le 8 octobre 2024, il est exclu du groupe parlementaire de la France Insoumise pour « des faits graves à caractère sexuel pouvant relever d’infractions pénales, antérieurs à son élection » étalés de 2020 à 2024. Le lendemain, il annonce sa démission de son mandat de député,. |
| David Taupiac        |       | DVG   | 2e circonscription du Gers     | Rejoint le groupe LIOT le 16 octobre 2024. |